# Повстання Осіо Хейхатіро
Повста́ння О́шіо Хейхачіро́ (яп. 大塩平八郎の乱, おおしおへいはちろうのらん, МФА: [oːɕi.o heːhat͡ɕiɾoː no ɾaɴ]) — повстання 1837 року в Осаці під проводом японського самурайського чиновника Ошіо Хейхачіро, направлене проти політики адміністрації сьоґунату Токуґава в ході голоду Темпо.

## Короткі відомості
Під час голоду Темпо, що лютував в Японії протягом 1833—1837 років, в країні зросли ціни харчі та рис. Люди помирали навіть в Осаці, яка вважалася найзаможнішим японським містом. Помічник осацького урядника Ошіо Хейхачіро, один із впливових вчителів неоконфуціанства, неодноразово звертався до влади Осаки та сьоґунату з планами порятунку міського населення, однак його пропозиції відхилили. Водночас осацький урядник Атобе Йосісуке ігнорував ситуацію в місті й замість допомоги голодуючим скуповував рис і відправляв його в Едо, для проведення церемонії проголошення нового сьоґуна, що планувалася наступного року. Крім цього заможні осацькі купці також відмовлялися роздавати рис біднякам.
За таких обставин Ошіо Хейхачіро вирішив підняти повстання проти сьоґунатівської адміністрації Осаки та місцевого купецтва. Він планував забрати прихований ними рис і гроші, та роздати їх нужденному населенню міста. Ошіо завчасно продав книги своєї бібліотеки, а на виручені гроші найняв селян з навколишніх сіл.
25 березня 1837 року Ошіо розіслав по місту листа, в якому критикував політику сьоґунату щодо голоду. Піднявши прапор із написом «Рятуймо народ!», він зібрав понад двадцять учнів-самураїв у своїй приватній школі Сенсіндо, підпалив власну садибу і виступив до набережної, де знаходилися будинки заможного купецтва. Завдяки грабунку комор із рисом і роздачі збіжжя голодуючим, сили повстанців зросли до 300 чоловік. Проте в ході вуличних боїв із регулярною армією сьоґунату вони всі розбіглися. Урядові війська використовували артилерію, вогонь якої спричинив пожежу в Осаці. В результаті згоріла одна п'ята частина дерев'яного міста. За 40 днів поліція знайшла в голову повстанців Ошіо Хейхачіро, який вчинив ритуальне самогубство.
Повстання, що вибухнуло в центрі Осаки, шокувало тогочасне японське суспільство. Лідером смути виявися чиновник і вчитель неоконфуціанства, який належав до класу, що традиційно вважався лояльним до влади. Стурбований сьоґунат пришвидшено розпочав соціально-економічні реформи Темпо, а в регіонах спалахнули нові самурайські повстання, які були відлунням осацького виступу.